# Міністр оборони Великої Британії
Посада Міністра оборони Великої Британії передбачала відповідальність за координацію оборони й безпеки Сполученого Королівства з моменту створення у 1940 році до її скасування у 1964 році.
| Головні політичні посади англійських/британських Збройних сил: |                                                    |                                                          |                                                    |                                                    |
|                                                                | Королівський флот                                  | Британська армія                                         | Королівські ПС                                     | Координаційна                                      |
| 1628                                                           | Перший лорд адміралтейства (1628—1964)             |                                                          |                                                    |                                                    |
| 1794                                                           | Перший лорд адміралтейства (1628—1964)             | Державний секретар з питань війни (1794—1801)            |                                                    |                                                    |
| 1801                                                           | Перший лорд адміралтейства (1628—1964)             | Державний секретар з питань війни та колоній (1801—1854) |                                                    |                                                    |
| 1854                                                           | Перший лорд адміралтейства (1628—1964)             | Державний секретар з питань війни (1854—1964)            |                                                    |                                                    |
| 1919                                                           | Перший лорд адміралтейства (1628—1964)             | Державний секретар з питань війни (1854—1964)            | Державний секретар авіації (1919—1964)             |                                                    |
| 1936                                                           | Перший лорд адміралтейства (1628—1964)             | Державний секретар з питань війни (1854—1964)            | Державний секретар авіації (1919—1964)             | Міністр координації оборони (1936—1940)            |
| 1940                                                           | Перший лорд адміралтейства (1628—1964)             | Державний секретар з питань війни (1854—1964)            | Державний секретар авіації (1919—1964)             | Міністр оборони (1940—1964)                        |
| 1964                                                           | Державний секретар з питань оборони (1964–по т.ч.) | Державний секретар з питань оборони (1964–по т.ч.)       | Державний секретар з питань оборони (1964–по т.ч.) | Державний секретар з питань оборони (1964–по т.ч.) |

## Міністри оборони, 1940—1964
- Вінстон Черчилль (1940—1945)
- Клемент Еттлі (1945—1946)
- Альберт Александер (1946—1950)
- Менні Шинвелл (1950—1951)
- Вінстон Черчилль (1951—1952)
- Гарольд Александер (1952—1954)
- Гарольд Макміллан (1954—1955)
- Селвін Ллойд (1955)
- Волтер Монктон (1955—1956)
- Ентоні Гед (1956—1957)
- Дункан Сендіс (1957—1959)
- Гарольд Воткінсон (1959—1962)
- Пітер Торнікрофт (1962—1964)

Пост Міністра оборони було скасовано у 1964 році й замінено на нову міністерську посаду — Державний секретар з питань оборони.